# Fernando Lopes-Graça
Fernando Lopes-Graça GOSE • GCIH (Tomar, Tomar, 17 de dezembro de 1908 — Parede, Cascais, 27 de novembro de 1994) foi um compositor, musicólogo, pianista, maestro, professor, investigador, teórico, crítico de arte e militante do Partido Comunista Português. É considerado um dos maiores compositores e musicólogos portugueses do século XX.

## Biografia
Nasceu a 17 de dezembro de 1908, na Rua Dr. Joaquim Jacinto, freguesia e concelho de Tomar, cidade sobre a qual escreveria que é onde «o monumento completa a paisagem; a paisagem é o quadro digno do monumento; e a luz é o elemento transfigurador e glorificador da união quase consubstancial da Natureza com a Arte». Foi batizado na freguesia de Santa Maria dos Olivais a 6 de janeiro de 1909. Era filho do cozinheiro Silvério Lopes da Graça, natural de Tomar (freguesia de São João Baptista), e de Emília da Conceição, natural de Ferreira do Zêzere (freguesia de Águas Belas). Foi legitimado pelo casamento dos pais, ocorrido a 27 de junho de 1910.
Apenas com 14 anos, começou a trabalhar como pianista no Cine-Teatro de Tomar, procedendo ele próprio aos "arranjos" dos trechos que interpretava, tocando peças de Debussy e de compositores russos contemporâneos. Na época, competiam em Tomar as duas bandas rivais: Gualdim Pais e a Nabantina.
Em 1923, frequenta o Curso Superior do Conservatório de Lisboa, tendo como professores: Adriano Meira (Curso Superior de Piano), Tomás Borba (Composição) e Luís de Freitas Branco (Ciências Musicais); em 1927, frequenta a Classe de Virtuosidade, onde tem como professor: Mestre Vianna da Motta (antigo aluno de Liszt), considerado o maior pianista português de todos os tempos.[carece de fontes?]
Em 1928, frequentaria também o curso de Ciências Históricas e Filosóficas na Faculdade de Letras de Lisboa, que viria a abandonar em 1931, em protesto contra a repressão a uma greve académica.
Entretanto, funda em Tomar o semanário republicano "A Acção".
Em 1931, no dia em que conclui, com a mais alta classificação, as provas de concurso para Professor de Solfejo e Piano do Conservatório Nacional, é preso pela polícia política, encerrado no Aljube e, a seguir, desterrado para Alpiarça.
Em 1934 concorre a uma bolsa de estudo, na área da música, para Paris. Ganha o concurso, mas a decisão do Júri é anulada por ordem da polícia política.
Em setembro de 1935 é de novo preso e enviado para o Forte de Caxias.
Em 1937 é libertado e parte para França por conta própria, aproveitando para ampliar os seus conhecimentos musicais, estudando Composição e Orquestração com Koechlin.
Em 1939 recusa a nacionalidade francesa, sendo forçado a regressar a Portugal.
Em 1940 é-lhe proposto dirigir os Serviços de Música da Emissora Nacional. Não chega a tomar posse do cargo porque recusa assinar a declaração de "repúdio ativo do comunismo e de todas as ideias subversivas" que, então, era exigida a todos os funcionários públicos.
Em 1945 integra o Movimento de Unidade Democrática (MUD), do qual virá a ser dirigente. No âmbito das atividades do MUD, Fernando Lopes-Graça cria o Coro do Grupo Dramático Lisbonense, mais tarde Coro da Academia dos Amadores de Música, após a sua morte o coro foi renomeado Coro Lopes-Graça da Academia de Amadores de Música como forma de homenagem. As Canções Regionais Portuguesas e as Canções Heroicas são cantadas pelo Coro por todo o país. Adere ao Partido Comunista Português em 1948.
A repressão por parte do regime cresce e acentua-se: na década de cinquenta as orquestras nacionais são proibidas de interpretar obras de Fernando Lopes-Graça; os direitos de autor são-lhe roubados; é-lhe anulado o diploma de professor do ensino particular; é obrigado a abandonar a Academia dos Amadores de Música, à qual só regressa em 1972. A sua ficha criminal por motivos políticos na Polícia Internacional e de Defesa do Estado revelada após a Revolução dos Cravos é composta por largas dezenas de páginas de espionagem diária do seu dia a dia.
É autor de uma vasta obra literária incidente em reflexões sobre a música portuguesa e a música do seu tempo, mas maior ainda é a sua obra musical, da qual são assinaláveis os concertos para piano e orquestra, as inúmeras obras corais de inspiração folclórica nacional, o Requiem pelas Vítimas do Fascismo (1979), o concerto para violoncelo encomendado e estreado por Rostropovich, e a vastíssima obra para piano, nomeadamente as seis sonatas que constituem um marco na história da música pianística portuguesa do século XX, et caetera.
A 9 de abril de 1981 é feito Grande-Oficial da Ordem Militar de Sant'Iago da Espada e a 2 de fevereiro de 1987 é agraciado com a Grã-Cruz da Ordem do Infante D. Henrique.
Em 1988 recebeu um Doutoramento Honoris Causa pela Universidade de Aveiro.
Morreu a 27 de novembro de 1994, na freguesia da Parede, em Cascais.

## Obras Literárias
- Disto e Daquilo
- A Música Portuguesa e os seus Problemas
- Cartas com Alguma Moral
- A caça aos coelhos e outros escritos polémicos
- Ensaios Musicológicos
- Diário (quase)
- Reflexões sobre Música
- Opúsculos I, Opúsculos II, Opúsculos III
- Música e Músicos Modernos
- Talia, Euterpe & Terpsicore
- A Canção Popular Portuguesa
- Musicália

## Cronologia da Obra Musical (seleção)
| Ano  | Principais obras |
| ---- | --- |
| 1927 | Variações sobre um tema popular português (piano). |
| 1931 | Primeiras versões das Sonatinas para violino e piano nº 1 e nº 2. |
| 1934 | Canções para voz e piano sobre poemas de Fernando Pessoa, Adolfo Casais Monteiro e António Botto. |
| 1936 | Canções sobre poesia de Afonso Duarte, Carlos Queiroz e José Régio. |
| 1938 | Escreve a música para o bailado “realista” La fièvre du temps e inicia o trabalho de harmonização de canções tradicionais portuguesas para voz e piano. |
| 1939 | Sonata nº 2 (piano) e canções sobre sonetos de Camões. |
| 1940 | Concerto para piano e orquestra nº 1 e suite orquestral A febre do tempo, baseado no bailado anterior. |
| 1941 | Três danças portuguesas, para orquestra. |
| 1942 | Primeiras versões do Concerto para piano e orquestra nº 2 e da cantata para voz e orquestra História Trágico-Marítima, baseada em poemas de Miguel Torga. |
| 1943 | Sinfonia per orchestra. |
| 1946 | Canções sobre poemas de José Gomes Ferreira, Cochofel, Carlos de Oliveira e Armindo Rodrigues. Primeiras harmonizações das Canções regionais portuguesas. Publicação das Marchas, danças e canções, consideradas as primeiras Canções heróicas.                                                                                |
| 1947 | Trovas, para voz e piano, sobre textos tradicionais. |
| 1949 | Scherzo heróico para orquestra. Harmoniza as Six old english songs. |
| 1950 | Compõe, entre outras, as seguintes obras: Primeira cantata do Natal e Onze encomendações das almas, ambas para coro; Vinte e quatro prelúdios e Glosas sobre canções tradicionais portuguesas para piano; canções sobre poemas de Teixeira de Pascoaes, Fernando Pessoa, Luís de Camões e João José Cochofel.                  |
| 1952 | Sonata para piano nº 3. |
| 1953 | Primeira versão das Quatro canções de Federico Garcia Lorca. |
| 1957 | Conclui o segundo caderno das Melodias rústicas portuguesas para piano e inicia os Cinco nocturnos. Nestes anos, dedica-se sobretudo à música vocal e à revisão de obras anteriores. |
| 1959 | Conclui os Cinco nocturnos e o ciclo vocal para canto e piano As mãos e os frutos sobre poesia de Eugénio de Andrade - que grava em estreia absoluta com o tenor Fernando Serafim -, obras que o próprio compositor considerou pontos de viragem no seu percurso criativo.                                                     |
| 1960 | Dando continuidade à predominância da música vocal no seu catálogo, escreve canções sobre poesia de Fernando Pessoa, Vitorino Nemésio, Luís de Camões, Alberto de Lacerda e Sá de Miranda. Inicia a primeira das oito suites para piano In memoriam Bela Bartók.                                                               |
| 1961 | Compõe a primeira versão do Canto de amor e de morte e a Sonata para piano nº 4. Inicia os Quatro bosquejos para orquestra de cordas, Mar de Setembro (sobre poemas de Eugénio de Andrade) e os Três sonetos à noite (Bocage). "A Menina do Mar" um conto em quatro actos (sobre o conto homónimo de Sophia de Mello Breyner). |
| 1962 | Concertino para violeta. |
| 1963 | Cinco canções de “Os dias íntimos” (J. J. Cochofel) |
| 1964 | Quarteto de arcos nº 1. Dá início à cantata-melodrama D. Duardos e Flérida, baseada na obra de Gil Vicente, que será concluída em 1969. |
| 1966 | Sete lembranças para Vieira da Silva, para quinteto de sopro, e Concerto de câmara com o violoncelo obrigado, por encomenda de Mstislav Rostropovich. |
| 1971 | Versão para orquestra dos Seis cantos sefardins. |
| 1974 | Finaliza a orquestração da Fantasia sobre um canto religioso da Beira Baixa, para piano e orquestra. |
| 1975 | Conclui as oito suites In Memoriam Béla Bartók. |
| 1979 | Conclui o Requiem pelas vítimas do fascismo em Portugal. |
| 1980 | Sinfonieta em homenagem a Haydn, por encomenda da Orquestra Gulbenkian. |
| 1981 | Sonata para piano nº 6 e Sete apotegmas. Compõe a “Perpétua para a campa de Carlos de Oliveira”, primeira das Músicas Fúnebres em memória de amigos falecidos." |
| 1982 | Quarteto de arcos nº 2. |
| 1984 | Conclui o bailado Dançares. |
| 1986 | Em louvor à paz, para orquestra. |
| 1987 | Aquela nuvem e outras (Eugénio de Andrade) e outras canções, também para voz e piano, sobre textos de Pessoa e de dois dos seus heterónimos (Ricardo Reis e António de Campos). |
| 1989 | Geórgicas, dedicada ao agrupamento Opus Ensemble. Canciones de Tierras Altas (Antonio Machado). |
| 1990 | Tríptico de D. João (José Saramago). |
| 1992 | Jardim perdido, para coro (Sophia de Mello Breyner Andresen). |
| 1994 | Preito à Memória de Francisco Miguel, uma vida heróica, peça para piano. |

## Fernando Lopes-Graça atualmente
O compositor doou por testamento o seu arquivo à Câmara Municipal de Cascais. Conserva-se e pode ser consultado na Casa Verdades de Faria-Museu da Música Portuguesa (Monte Estoril).
Hoje em dia existe uma escola com o seu nome, situada na Parede, a Escola Secundária Fernando Lopes Graça.
Na Associação Académica de Coimbra os ensaios do Coro Misto da Universidade de Coimbra são realizados na sala que leva o nome deste grande maestro.
Em Tomar a casa onde nasceu o compositor foi transformada no Museu Fernando Lopes-Graça para homenagear a sua obra e o seu exemplo cívico.[carece de fontes?]